# Frans Mosman
Frans Mosman (5 de dezembro de 1904 – 1 de junho de 1994) foi um esgrimista holandês que participou dos Jogos Olímpicos de Verão de 1928, de 1936 e de 1948, sob a bandeira dos Países Baixos.